# 石婆固镇
石婆固乡，是中华人民共和国河南省新乡市延津县下辖的一个乡镇级行政单位。

## 行政区划
石婆固乡下辖以下地区：
集北村、朱庄村、小渭村、东史庄村、西史庄村、集南村、段庄村、梨园村、胡村、朱辛庄村、龙王庙村、王庄村、岳庄村、秦庄村、胡庄村、陶庄村、黄家村、吕店村、关辛庄村、里士村、里乡村、里仁村、老仪门村、马庄村、东秦庄村、南秦庄村和西秦庄村。